# エクソシスト
エクソシスト（exorcist）は、キリスト教、特にカトリック教会の用語で、エクソシスムを行う人のこと。エクソシスムとは、「厳格に誓う」「宣言する」というギリシャ語が語源とされる。悪魔にとりつかれた人から、悪魔を追い出して正常な状態に戻すことをいう。現在のカトリック教会では、洗礼式の時に悪霊を拒否する誓約がある。悪魔祓いの儀式は、準秘跡である。
かつてはカトリック教会の聖職者の位階の1つである「祓魔師」（ふつまし）が存在した。また、日本の神道用語が転用されたことがあるが、キリスト教と神道は異なる宗教であり、まったく別概念である。

## カトリック教会
カトリック教会は「イエス・キリストがエクソシスムをなされたのであり、教会は主からの権能と職務を受けている」と述べる。

### 歴史
祓魔師はカトリック教会に存在した聖職者の位階で、トリエント公会議で定められた4つの下位の位階の1つ。「悪魔を祓う」という意味の祓魔師は名称として存在していたが、実際の職務は洗礼時に行われる悪霊の追放の儀式を執り行うこと、補佐をする役目に限定されていた。第2バチカン公会議後、下位の位階は廃止された。 祓魔師になるとスルプリ（コッタとも、スータンやアルバの上に羽織る白い上衣）を身につけることができた。
250年ごろ教皇コルネリウスがイタリアだけの公会議を行ったときの報告によれば、都市ローマだけで司祭46人、助祭7人、副助祭7人、侍祭42人、そしてエクソシスト（祓魔師）は56人存在したという。

### エクソシストの役割
このようにエクソシストはカトリック教会の黎明期から存在した役職であるが、その役割は改宗の補助であると考えられる。
多神教であるローマの伝統的な信仰から一神教であるキリスト教への転換は決して容易ではなく、その宗旨替えはその人の信ずる価値体系のトータルな変更を伴う。このような場合、人はしばしば重大な精神的危機に見舞われる。その一形態が憑依と呼ばれる狂乱状態であり、エクソシストはこのような人たちの精神の不安を取り去るのを任務としていた。
このように当時のローマに多数のエクソシストが存在していたことは、キリスト教がローマ人の間に着実に浸透しつつあったことの紛れもない証である。

### 20世紀から21世紀
祓魔師を含む下位の位階は第2バチカン公会議後の教会制度の見直しにより廃止され、司教、司祭、助祭のみが聖職者であると改められた。
1973年に映画『エクソシスト』が公開されると、当時の人々の間に「悪魔憑き」や「悪魔祓い」に対する再認識が起こった。そのためか、以降世界各地で悪魔祓いを求める声が起こるようになった。

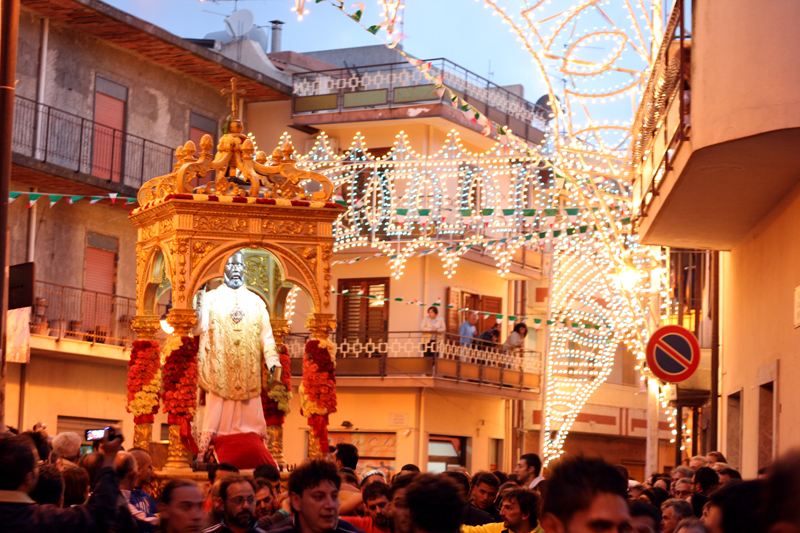
アジーラのサンフィリッポ 彼の左手に福音と、エクソシストのシンボル、シチリア5月の彼の名誉でお祝いリーミナで

カトリック教会の儀式についてはカトリック教会のエクソシスム、プロテスタントの用語については悪霊追い出しを参照。